# Viva Verdi

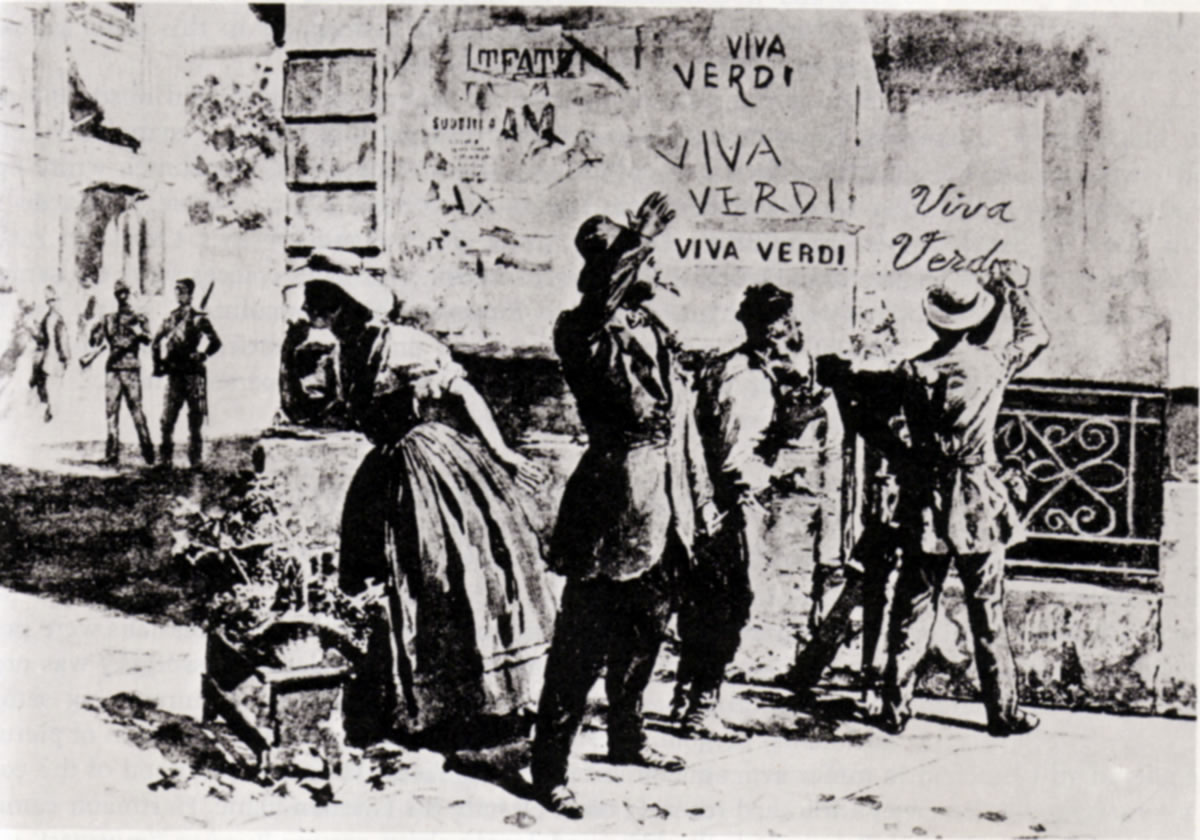
La scritta "Viva Verdi"

La scritta Viva Verdi oppure W Verdi che comparve sui muri di Milano e Venezia in epoca risorgimentale aveva un duplice significato: se da un lato inneggiava al famoso compositore Giuseppe Verdi e quindi appariva politicamente innocua, dall'altro W V.E.R.D.I. poteva essere letto come un acrostico che stava a significare W Vittorio Emanuele Re D'Italia, e quindi acquistare un preciso significato politico anti-austriaco.
Nell'opera Un ballo in maschera che si rappresentò al Teatro Apollo di Roma il 17 febbraio del 1859, gli spettatori presenti lessero nelle lettere che componevano il cognome del celebre musicista le iniziali delle parole "Vittorio Emanuele Re D'Italia", riempiendo così di significati patriottici nei confronti dell'Italia il nome del compositore.